# Poecilotheria miranda
Poecilotheria miranda är en spindelart som beskrevs av Pocock 1900. Poecilotheria miranda ingår i släktet Poecilotheria och familjen fågelspindlar. IUCN kategoriserar arten globalt som starkt hotad. Inga underarter finns listade i Catalogue of Life.